# Кекс Бандт
Кекс Бандт (англ. Bundt cake, [bʌnt]) — це кекс, який випікають у формі Bundt і надають йому характерну форму пончика. Форма натхненна традиційним європейським тортом, відомим як Gugelhupf, але кекси Бандт зазвичай не асоціюються з жодним рецептом. Стиль шаблона форми був популяризований в Північній Америці у 1950-х і 1960-х роках після того, як виробник кухонного посуду Nordic Ware отримав торгову марку «Bundt» і почав виробляти форми для випічки Bundt з литого алюмінію. Реклама компанії Піллсбері сприяла тому, що кекси набули широкої популярності.

## Етимологія

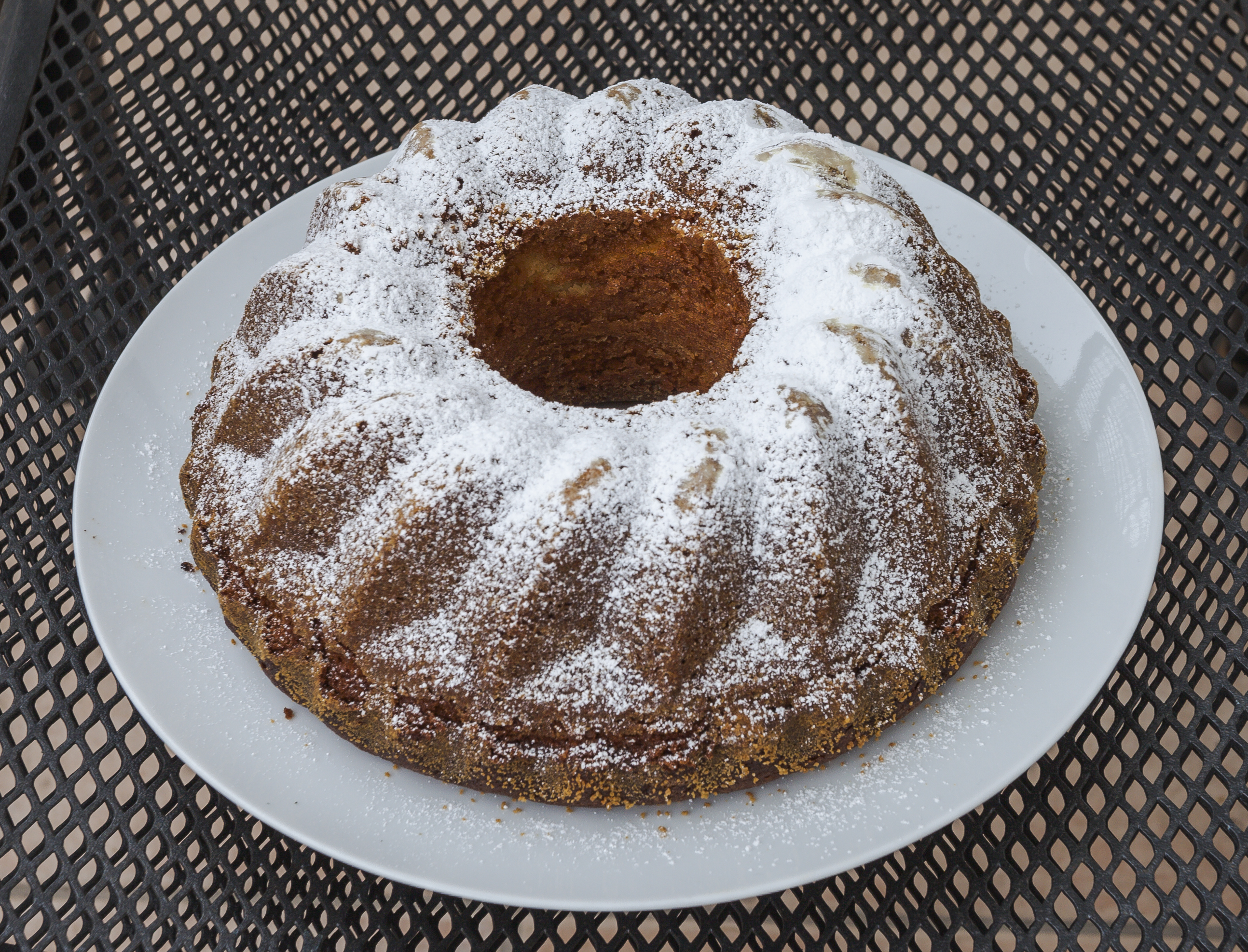
Бабка у формі Бандт

Кекс Bundt частково походить від європейського торта Gugelhupf, схожого на бріош. На півночі Німеччини й півдні півостріва Ангельн Gugelhupf традиційно відомий як Bundkuchen (нім. вимова: [ˈbʊntkuːxn̩]), назва, утворена з'єднанням двох слів Bund і Kuchen (торт, кекс).
Щодо значення слова Bund думки розходяться. Однією з можливих версій є те, що це означає «пучок» або «жмут» і стосується того, як тісто згортається навколо трубчастої центральної частини форми Інше джерело припускає, що це описує смугуватий вигляд, який надають торту рифлені боки форми, схожі на зв'язаний сніп чи жмут пшениці. Деякі автори припускали, що Bund натомість відноситься до групи людей, і це Bundkuchen називається так через його придатність для вечірок і зборів.
Використання слова bund за межами Європи для опису кексів можна знайти в єврейсько-американських кулінарних книгах приблизно на початку XX століття. Альтернативне написання «bundte» також з'являється в рецепті ще в 1901 році.

## Дизайн

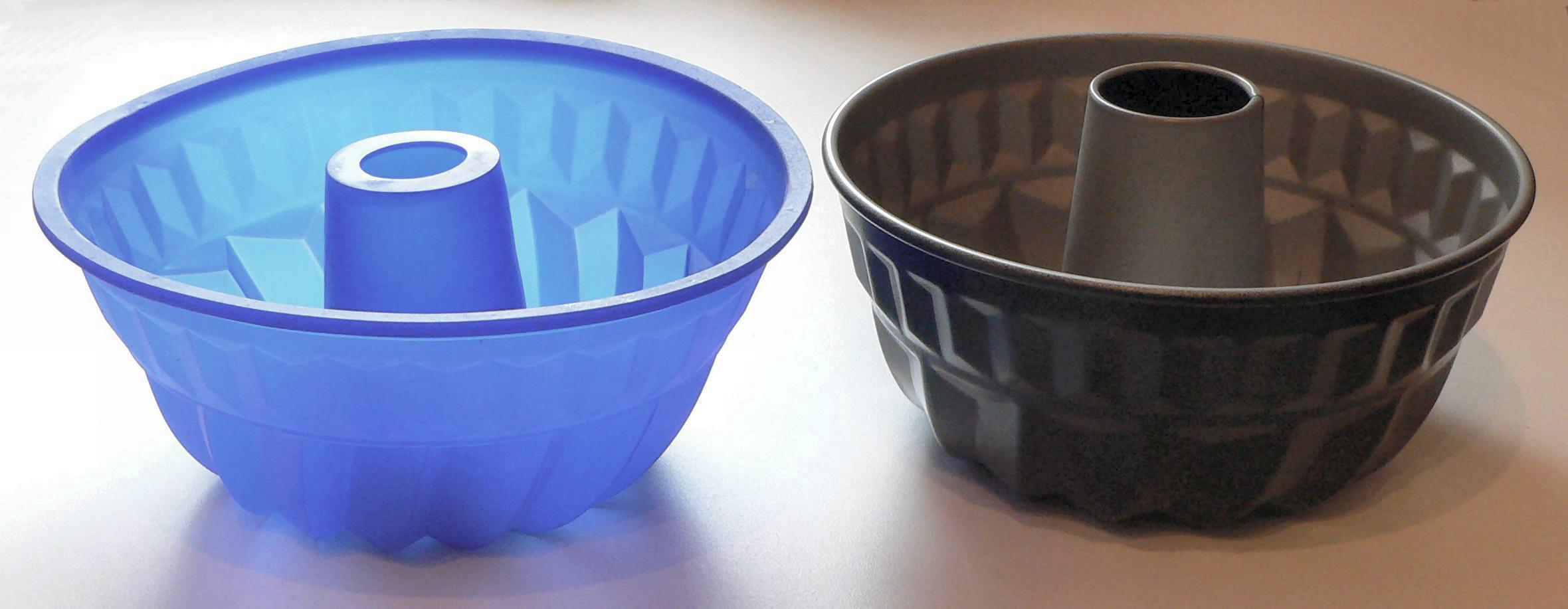
Форми типу Bundt із силікону та металу

Кекси Bundt не мають жодного одного рецепту; натомість їх характерною рисою є форма. Форма для випічки Bundt, як правило, має рифлені боки, і зазвичай покрита покриттям, щоб полегшити виймання торта. Як і в інших формах у вигляді труб або кільців, центральна труба забезпечує швидший і рівномірніший розподіл тепла під час випікання великих об'ємів тіста.
Кільцеві форми, такі як форми Bundt, нагріваються швидше, ніж звичайні круглі форми, і в них рівномірно випікаються глибокі тістечка навіть з діаметром понад 9 дюймів. Зазвичай нагрівання серцевини (центру) рекомендуються для рівномірного розподілу тепла в глибоких формах і стандартних тортах діаметром більш як 9 дюймів. Щоб випікати у формах стандартного розміру, рецепти Бандта потребують перетворення. Стандартна 9-дюймова форма для торта вміщує приблизно шість чашок, тому рецепт Bundt на 12 чашок заповнить дві стандартні форми для кексів або одну форму 13x9.
Форми Gugelhupf також мають рифлені боки, тоді як інші кільцеподібні форми, як-от трубчасті сковороди та саварін, мають прямі боки, щоб полегшити вивільнення ніжних тістечок з дрібною крихтою, таких як торт з їжею ангелів. Оскільки назва «Bundt» є торговою маркою, подібні каструлі часто продаються як «каструлі з рифленими трубками» або дають інші подібні описові назви. Власник торгової марки Nordic Ware виробляє форми Bundt лише з алюмінію, але подібні рифлені форми доступні з інших матеріалів. 
Незважаючи на подібну форму, Gugelhupf відрізняється від сучасних кексів у стилі Bundt тим, що він дотримується спеціального дріжджового рецепта з фруктами та горіхами, і часто має глибшу форму та більш декоративний. Іншу дріжджова випічку, схожа на бріош, таку як бабка та мавп’яний хліб, можна випікати у формах Bundt . Форми Bundt також використовуються для випікання осучасненого тіста для кексів і упакованих сумішей з розпушувачем, і їх можна використовувати для формування желатинового салату, морозива та навіть солоних формованих страв, як-от м’ясний рулет.

## Зростання популярності

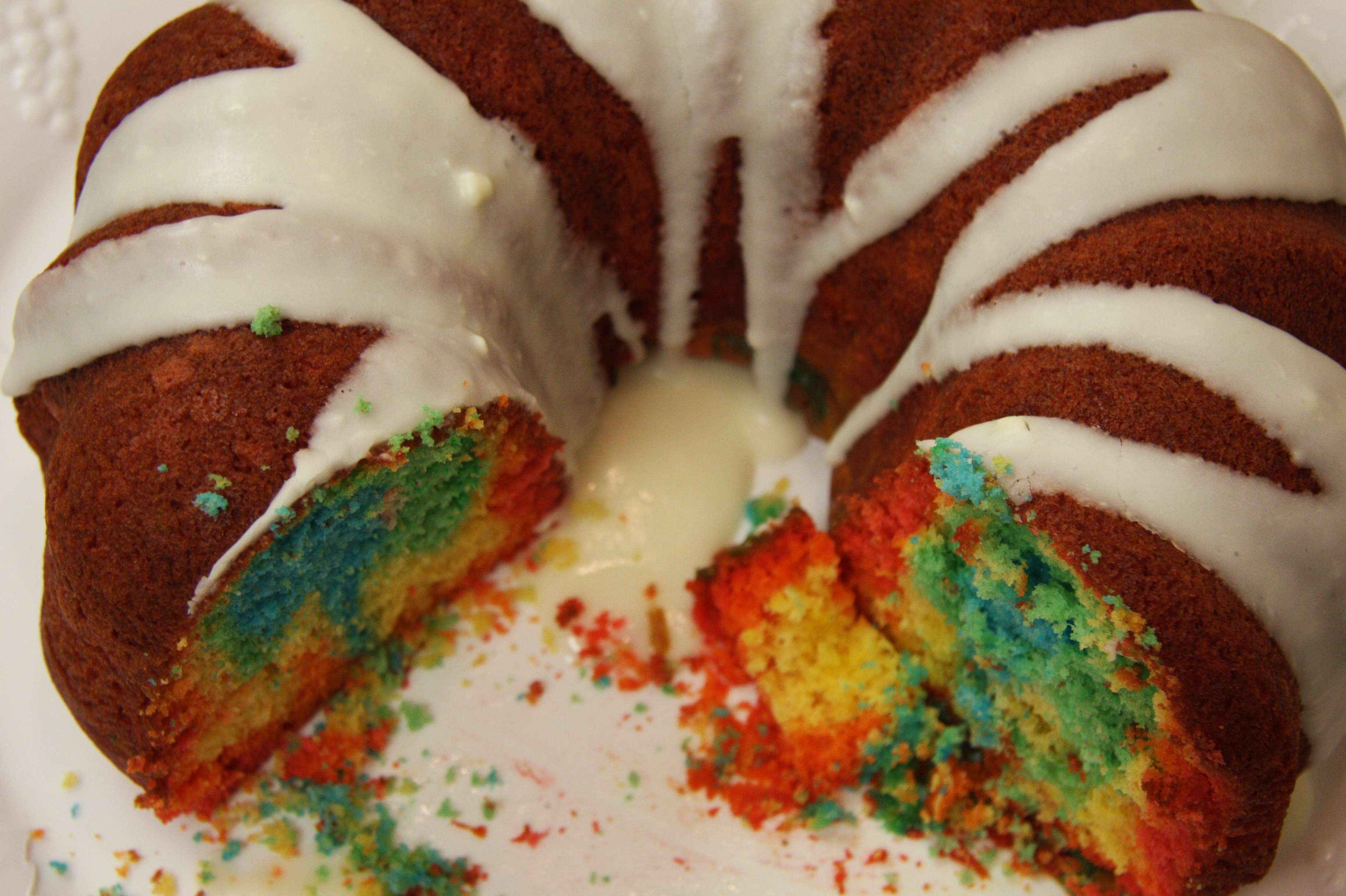
Торт Rainbow Bundt, частково нарізаний

Люди, яким приписують популяризацію кекса Bundt, — це американський бізнесмен Х. Девід Далквіст і його брат Марк С. Далквіст, які були співзасновниками компанії Nordic Ware, що займається виготовленням кухонного посуду, котра базується в Сент-Луїс-Парку, Міннесота. Наприкінці 1940-х років  Роуз Джошуа та Фанні Шенфілд, друзі та члени Міннеаполіського єврейсько-американського товариства Хадаса звернулися до Далквіста з проханням виготовити сучасну версію традиційного чавунної форми для Gugelhupf . Далквіст та інженер компанії Дон Нігрен розробили версію форми з литого алюмінію, яку компанія Nordic Ware випустила невеликою партією в 1950 році. Для успішної торгової марки форм для випічки до слова «Bund» була додана буква «t». Кілька оригінальних форм для випічки Bundt зараз знаходяться в колекції Смітсонівського інституту.
Спочатку форма для випічки Bundt продавалася настільки погано, що компанія Nordic Ware подумала припинити її виробництво. Продукт отримав поштовх, коли його згадали в New Good Housekeeping Cookbook у 1963 році,   але не набув справжньої популярності до 1966 року, коли торт Bundt під назвою «Tunnel of Fudge», спечений Еллою Хелфріх, посів друге місце на щорічному конкурсі Pillsbury Bake-Off і виграв 5000 доларів. Результатом такого розголосу стало понад 200 000 запитів до Pillsbury на форми для випічки Bundt і незабаром призвело до того, що форма Bundt перевершила жерстяну форму Jell-O як найбільш продавану форму для випічки в Сполучених Штатах. У 1970-х роках компанія Pillsbury отримала ліцензію на назву Bundt від Nordic Ware і деякий час продавала ряд сумішей для кексів Bundt.
На сьогодні Nordic Ware продала понад 60 мільйонів форм для випічки Bundt по всій Північній Америці. 15 листопада названо «Національним днем Бандта».